# شون براون (لاعب هوكي جليد)
شون براون هو لاعب هوكي جليد كندي، ولد في 5 نوفمبر 1976 في أوشاوا في كندا.

## وصلات خارجية
- شون براون على موقع دوري الهوكي الوطني (الإنجليزية)
- شون براون على موقع EliteProspects.com (الإنجليزية)
- شون براون على موقع HockeyDB.com (الإنجليزية)
- شون براون على موقع Hockey-Reference.com (الإنجليزية)